# Miltogramma microcerum
Miltogramma microcerum är en tvåvingeart som beskrevs av Seguy 1953. Miltogramma microcerum ingår i släktet Miltogramma och familjen köttflugor.
Artens utbredningsområde är Mauretanien. Inga underarter finns listade i Catalogue of Life.